# Theodor Schwann
Theodor Schwann (Neuss, 7 dicembre 1810 – Colonia, 11 gennaio 1882) è stato un biologo tedesco.
Tra i suoi numerosi contributi per la biologia c'è lo sviluppo della teoria cellulare, la scoperta delle cellule di Schwann nel sistema nervoso, la scoperta e lo studio della pepsina, la scoperta della natura organica del lievito e l'invenzione del termine "metabolismo".

## Biografia
Theodor Schwann nacque il 7 dicembre, 1810, a Neuss, in Prussia, Germania. Suo padre era un minatore, poi diventato un tipografo. Schwann studiò al collegio dei Gesuiti di Colonia, e poi all'Università di Bonn. A Bonn incontrò Johannes Peter Müller.
Fu durante i quattro anni trascorsi sotto l'influenza di J. P. Müller a Berlino che Schwann compì i suoi contributi più importanti. A quel tempo Müller stava preparando il suo grande libro della fisiologia, e Schwann lo assisté negli esperimenti richiesti. L'attenzione di Schwann era diretta ai tessuti muscolare e nervoso. Oltre a compiere scoperte istologiche come le guaine formate dalle fibre nervose che ora portano il suo nome, iniziò quelle ricerche sulla contrattilità muscolare, sulle quali avevano lavorato in precedenza Du Bois-Reymond e altri. Schwann è a volte menzionato come il "padre della citologia".
Schwann fu inoltre il primo degli allievi di Müller a rompere con il tradizionale vitalismo e a muoversi verso una spiegazione psicochimica della vita. Müller indirizzò anche l'attenzione di Schwann ai processi della digestione, che nel 1836 Schwann dimostrò dipendere essenzialmente dalla presenza di un enzima che chiamò pepsina. Schwann esaminò anche la questione della generazione spontanea, che lo guidò alla sua conseguente confutazione. Nel corso degli esperimenti, scoprì la natura organica del lievito. Infatti l'intera teoria germinale di Pasteur, come la tecnica antisettica di Lister, possono essere ricondotte all'influenza di Schwann.
Nel 1837, quando Schwann stava cenando col botanico Matthias Jacob Schleiden (che lo stesso anno aveva visto e constatato che le cellule delle nuove piante si formavano a partire dai nuclei delle vecchie piante) la conversazione cadde sui nuclei delle cellule animali e vegetali. Schwann si ricordò di aver visto simili strutture nelle cellule della notocorda (come gli era stato mostrato da Müller) e subito si rese conto dell'importanza del collegamento tra i due fenomeni. La somiglianza fu confermata, e i risultati presto comparirono nella famosa opera di Schwann dpplll"Mikroskopische Untersuchungen über die Übereinstimmung in der Struktur und dem Wachstum der Tiere und Pflanzen" (Investigazioni Microscopiche sulla Corrispondenza nelle Strutture e la Crescita di Piante e Animali, Berlino, 1839; traduz. in lingua inglese Sydenham Society, 1847). Dunque fu stabilita la teoria cellulare. Nel corso delle sue verifiche su di essa, nelle quali attraversò l'intero campo dell'istologia, Schwann provò l'origine cellulare e lo sviluppo dei più differenziati tessuti, tra i quali lo smalto di denti e delle unghie.
La sua opera di generalizzazione è diventata il fondamento della moderna istologia, e nelle mani di Rudolf Virchow (la cui patologia cellulare fu una inevitabile deduzione da Schwann) portò la patologia a fondarsi su reali basi scientifiche.